# Nombre taxicab

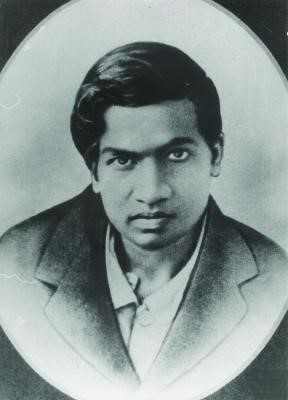
Fotografia de S. A. Ramanujan.

Un nombre taxicab el nombre més petit que es pot descompondre com a n sumes diferents de dos cubs positius. El nom d'aquests nombres prové d'una anècdota entre els matemàtics G.H. Hardy i S. A. Ramanujan (vegeu nombre de Hardy-Ramanujan).
Els nombres taxicab coneguts són aquests:
{\displaystyle {\begin{aligned}\operatorname {Ta} (1)=2&=1^{3}+1^{3}\end{aligned}}}
{\displaystyle {\begin{aligned}\operatorname {Ta} (2)=1729&=1^{3}+12^{3}\\&=9^{3}+10^{3}\end{aligned}}}
{\displaystyle {\begin{aligned}\operatorname {Ta} (3)=87539319&=167^{3}+436^{3}\\&=228^{3}+423^{3}\\&=255^{3}+414^{3}\end{aligned}}}
{\displaystyle {\begin{aligned}\operatorname {Ta} (4)=6963472309248&=2421^{3}+19083^{3}\\&=5436^{3}+18948^{3}\\&=10200^{3}+18072^{3}\\&=13322^{3}+16630^{3}\end{aligned}}}
{\displaystyle {\begin{aligned}\operatorname {Ta} (5)=48988659276962496&=38787^{3}+365757^{3}\\&=107839^{3}+362753^{3}\\&=205292^{3}+342952^{3}\\&=221424^{3}+336588^{3}\\&=231518^{3}+331954^{3}\end{aligned}}}
{\displaystyle {\begin{aligned}\operatorname {Ta} (6)=24153319581254312065344&=582162^{3}+28906206^{3}\\&=3064173^{3}+28894803^{3}\\&=8519281^{3}+28657487^{3}\\&=16218068^{3}+27093208^{3}\\&=17492496^{3}+26590452^{3}\\&=18289922^{3}+26224366^{3}\end{aligned}}}